# Melanie Schlanger
Melanie Renée Wright (nacida Schlanger; Sunshine Coast, 31 de agosto de 1986) es una nadadora australiana de estilo libre que ganó dos medallas en los Juegos Olímpicos de Pekín 2008 y tres medallas en Londres 2012. Ella entrena en el Commercial Swim Club con el entrenador Stephan Widmar.

## Trayectoria
Schlanger fue miembro del equipo australiano de relevos 4 x 100 metros estilo libre que ganó el oro en el Campeonato Mundial de 2007.
En el Campeonato de Natación de Australia 2008 calificó como una miembro de la 4 × 100 m y 4 × 200 m estilo libre por equipos de relevos quedando tercera y quinta en las pruebas individuales respectivas.
Ella nadó la tercera etapa, tanto en las eliminatorias y la final en el 4 × 100 metros libres relevo, como Australia se clasificó sexta antes de reclamar la medalla de bronce en la final.